# Resolutie 195 Veiligheidsraad Verenigde Naties
Resolutie 195 van de Veiligheidsraad van de Verenigde Naties werd met unanimiteit aangenomen op 9 oktober 1964. De Veiligheidsraad beval Malawi aan voor VN-lidmaatschap.

## Inhoud
De Veiligheidsraad had de aanvraag van Malawi voor VN-lidmaatschap bestudeerd, en beval de Algemene Vergadering aan om aan Malawi het VN-lidmaatschap te verlenen.

## Verwante resoluties
- Resolutie 184 Veiligheidsraad Verenigde Naties (Zanzibar)
- Resolutie 185 Veiligheidsraad Verenigde Naties (Kenia)
- Resolutie 196 Veiligheidsraad Verenigde Naties (Malta)
- Resolutie 197 Veiligheidsraad Verenigde Naties (Zambia)

Lijst ·  186 ·  187 ·  188 ·  189 ·  190 ·  191 ·  192 ·  193 ·  194 ·  195 ·  196 ·  197 ·  198 ·  199